# Aquilino López
Aquilino López Roa (nacido el 21 de abril de 1975 en Villa Altagracia) es un lanzador abridor dominicano que jugó en las Grandes Ligas y que actualmente juega para los Tigres Kia en la Organización Coreana de Béisbol.

## Carrera

### Grandes Ligas de Béisbol
López fue firmado por los Marineros de Seattle el 3 de julio de 1997 y debutó en las Grandes Ligas el 2 de abril de 2003 después de ser firmado por los Azulejos de Toronto el 16 de diciembre de 2002 en el draft de Regla 5. Hizo 72 apariciones en el año 2003 para los Azulejos, registrando una efectividad de 3.42 en 73 entradas y dos tercios.
En 2004, López todavía estaba militando en Toronto, donde lanzó sólo 21 innings en 18 apariciones. Desde entonces, estuvo involucrado con las organizaciones Dodgers de Los Ángeles y Filis de Filadelfia, en su mayoría como un jugador de ligas menores, hasta que firmó un contrato de ligas menores con los Tigres de Detroit antes de la temporada 2007. Desde entonces, fue llamado a filas y enviado al equipo de Grandes Ligas en varias ocasiones.
En 2008, después de pasar la mayor parte de la temporada con los Tigres, López fue enviado a Toledo Mud Hens cuando Fernando Rodney fue activado desde la lista de lesionados. López fue llamado a Detroit el 2 de julio, cuando Zach Miner fue enviado a Toledo. A pesar de que su efectividad en la temporada fue relativamente baja (3.55), permitió que el 50.9% de los corredores heredados anotaran, el segundo más alto en la Liga Americana. López se convirtió en agente libre tras la temporada de 2008, cuando los Tigres se negaron a ofrecer arbitraje.

### Organización Coreana de Béisbol
López fue firmado por los Tigres Kia de la Organización Coreana de Béisbol el 14 de enero de 2009. En la temporada 2009, terminó 14-5 con una efectividad de 3.12 y ponchó a 129, liderando la liga en victorias y entradas lanzadas (190.1). López ganó el Juego 1 y Juego 5 de la Serie Coreana de Béisbol de 2009 de y registró dos outs en la octava entrada del séptimo juego, el cual Kia ganó con un jonrón de pie en la novena entrada. La victoria en el Juego 5 fue una blanqueada de juego completo. El 11 de diciembre de 2009, se anunció que López había sido galardonado con el premio Guante de Oro de la KBO para lanzador.

#### Highlights
- Título de Más Victorias en 2009 (KBO)
- Líder en Más Innings Lanzados (KBO)
- Ganador del Guante de Oro [lanzador] (KBO)

## Estilo de lanzar
López lanza una recta ascendente a 89-91 MPH, y un slider a 79-81 MPH, un cambio de velocidad de 83-85 MPH, una curva de 78-79 MPH, y un splitter ocasional a 84-86 MPH.